# Leontopoli
Leontopoli è il nome greco della località egizia conosciuta come Taremu, capoluogo dell'undicesimo distretto del Basso Egitto, posta sulla riva orientale del ramo di Damietta del Nilo.
Fu capitale dei sovrani della XXIII dinastia egizia dall'818 a.C. al 715 a.C. Principali divinità venerate furono Shu e Tefnet entrambi dalla testa leonina.
Il sito dell'antica Leontopoli corrisponde alla località moderna di Tell el-Muqdam a circa 10 chilometri dalla città di Mit Ghamr.